# Sheb Wooley
Sheb Wooley (Erick, 10 april 1921 - Nashville, 16 september 2003) was een Amerikaanse countryzanger en acteur.

## Jeugd
Sheb Wooley groeide op onder armoedige omstandigheden in het landelijke Oklahoma. Zijn ouders exploiteerden een kleine boerderij, die echter niet veel opbracht. Wooley was al vroeg bezig met paardrijden en nam al deel aan rodeo's, nog voordat hij 10 jaar oud was. Een andere hobby was de muziek, zijn eerste gitaar kreeg hij van zijn vader, die hij had ingeruild tegen een geweer. Tijdens de high school-periode was Wooley lid van een countryband. Echter omdat hij in de muziek geen perspectief zag, werkte hij als lasser op de olievelden in Oklahoma. Voor een beter toekomstperspectief verhuisde Wooley naar Californië. Daar werkte hij als sinaasappelplukker op een plantage, waardoor hij met het verdiende geld net over de ronden kwam. Iets later trouwde hij met Melba Miller, de zus van de latere countryster Roger Miller. Omdat hij door een verwonding als kind, opgelopen tijdens een rodeo, niet kon deelnemen aan de toen uitbrekende Tweede Wereldoorlog, werkte hij in verschillende wapenfabrieken.

## Carrière

### Als zanger
In 1945 trof hij in Nashville toevallig op het kleine label Bullet Records, waar hij zijn eerste, maar weinig succesvolle single opnam. Deze plaat werd opgenomen in de studio van de radiozender WSM, de zender die de Grand Ole Opry uitzond. De leiding van de Opry toonde echter op het moment geen interesse in Wooley. In plaats daarvan trad Wooley op bij de kleinere radiozender WLAC, waarvoor hij echter niet werd betaald. Een jaar later verhuisde hij naar Fort Worth in Texas, maar kort daarna weer terug naar Californië, waar hij met behulp van een vriend, die werkte bij WSM, lid werd van de vereniging Hill&Range Songwriters. Deze vereniging introduceerde hem bij het nieuw opgerichte label MGM Records, dat al de toenmalige superster van de countrymuziek Hank Williams jr. onder contract had. 
Terwijl hij zijn carrière als acteur voortzette, nam hij regelmatig platen op. In 1955 schreef hij de song Are You Satisfied voor Rusty Draper, die daarmee een hit scoorde. Zijn eerste grote hit had Wooley drie jaar later met Purple People Eater, die in de country- en pophitlijst de toppositie innam. In totaal werden meer dan drie miljoen exemplaren verkocht. Het nummer is een parodie op de toenmalige popcultuur en de opkomende toenmalige verzotheid voor meestal ver van de realiteit staande griezelfilms. Wooley ruziede echter met zijn label, die de song te gewaagd vonden en deze niet wilden publiceren. Uiteindelijk werd de song een van de grootste titels in de geschiedenis van MGM Records.
Zijn volgende hit had hij pas met That's My Pa  (1962). Bovendien nam hij het gelijknamige titelnummer van de tv-serie Rawhide, die in de oorspronkelijke versie werd gezongen door Frankie Laine, samen op op een album met westernnummers, die zich echter moeizaam verkochten. De song Don't Go Near The Indians, die hij zelf had geschreven en ook zelf wilde opnemen, reserveerde het platenlabel voor Rex Allen, die daarmee groot succes had. Gefrustreerd over dit afwijzende gebaar schreef hij de parodie Don't Go Near The Eskimo's en speelde dit onder het pseudoniem Ben Colder, die zich tot een zelfstandige figuur ontwikkelde en die en passant permanent dronken was. Voor Ben Colder kreeg Wooley in 1969 het nummer Best Comedian of the Year. Toen in hetzelfde jaar de country-comedyserie Hee Haw werd uitgezonden, werd Wooley als songwriter voor de songs van het programma en als showact gecontracteerd. Verder had hij meerdere hits, waaronder Almost Persuaded No. 2. Zijn laatste nummer met een goede klassering in de hitlijst had hij in 1972.

### Als acteur
In de hoop op een carrière als acteur nam Wooley toneelonderricht. Tot zijn grote verbazing had hij succes met een rol in Errol Flynns laatste western Rocky Mountain. Daarna speelde hij in veel andere films, waaronder Man Without a Star (1955), Giant (1956), Rio Bravo (1959, met John Wayne in de hoofdrol), de western-klassieker High Noon (1952, met Gary Cooper) en in Hoosiers (1986, met Gene Hackman). Sinds 1959 speelde hij Pete Nolan in de westernserie Rawhide aan de zijde van Eric Fleming en Clint Eastwood.

## Overlijden
In 1998 werd bij Sheb Wooley leukemie geconstateerd, aan welke gevolgen hij op 16 september 2003 op 82-jarige leeftijd overleed.

## Discografie

### Albums
als Sheb Wooley:
- 1956: Sheb Wooley (MGM)
- 1956: Blue Guitar
- 1958: The Purple People Eater
- 1962: That's My Pa & That's My Ma
- 1963: Tales of How the West Was Won
- 1965: It's a Big Land
- 1969: Warm and Wooley

als Ben Colder:
- 1963: Spoofing the Big Ones
- 1966: Big Ben Strikes Again
- 1967: Wine Women & Song

- Biblioteca Nacional de España: XX935492
- Bibliothèque nationale de France: cb14008662v (data)
- Gemeinsame Normdatei: 134561074
- International Standard Name Identifier: 0000 0000 7828 0752
- Library of Congress Control Number: no93004884
- MusicBrainz: 42b26772-c5a8-4af5-9fbb-d63593a48a29
- SNAC: w6f48vsx
- Virtual International Authority File: 46957753
- WorldCat: E39PBJtcFqMpx9FqyGmVD3W7HC